# Coleotrype laurentii
Coleotrype laurentii är en himmelsblomsväxtart som beskrevs av Karl Moritz Schumann. Coleotrype laurentii ingår i släktet Coleotrype och familjen himmelsblomsväxter. Inga underarter finns listade.